# Nephrotoma pilata
Nephrotoma pilata är en tvåvingeart som beskrevs av Alexander 1935. Nephrotoma pilata ingår i släktet Nephrotoma och familjen storharkrankar. Inga underarter finns listade i Catalogue of Life.